# Аткинс, Тони
Тони Аткинс (англ. Toni Atkins, родилась 1 августа 1962 года, округ Уит, Виргиния, США) — американский политик, исполняющая обязанности мэра Сан-Диего в 2005 году, первая открытая лесбиянка, возглавившая один из крупнейших городов США. С 12 мая 2014 года занимает пост спикера Ассамблеи штата Калифорния.

## Биография
Родилась в округе Уит, штат Виргиния в небогатой семье: отец — шахтер, мать — швея. Получила степень бакалавра политических наук в Колледже Эмори и Генри. Позднее она окончила Институт администрации имени Джона Ф. Кеннеди Гарвардского университета.
В 1985 году Аткинс переехала в Сан-Диего, чтобы помочь своей беременной сестре. Она начала политическую карьеру в 1993 году советником по политической аналитике члена муниципального совета Сан-Диего Кристины Кехо. 7 ноября 2000 года Аткинс была избрана в муниципальный совет на место своей начальницы, ставшей членом сената штата Калифорния. Была переизбрана на этот пост в 2004 году. В апреле 2005 года разразился коррупционный скандал, в результате которого руководящая часть администрации города ушла в отставку, а исполняющим обязанности мэра седьмого по величине города США была выбрана Тони Аткинс. В 2009 году она работала в администрации города, занимается вопросами строительства доступного жилья, прав трудящихся, реконструкции старых городских кварталов. В 2010 избрана в Ассамблею Калифорнии, где вскоре заняла места спикера.
В 2018 году Тони Аткинс сменила Кевина де Леона на посту временного представителя Сената штата. Это сделало Аткинс первой женщиной и первым открытым представителем ЛГБТ, возглавившим Сенат штата Калифорния.